# Division nationale (Schach) 1998/99
Die Division nationale (Schach) 1998/99 war die höchste Spielklasse der luxemburgischen Mannschaftsmeisterschaft im Schach.
Meister wurde zum vierten Mal in Folge Gambit Bonnevoie. Aus der Promotion d'honneur waren Bissen und die zweite Mannschaft Gambit Bonnevoie aufgestiegen. Beide Aufsteiger belegten die Abstiegsplätze, Bonnevoies zweiter Mannschaft blieb der Abstieg jedoch erspart, da die eigene dritte Mannschaft in der Promotion d'honneur auf einem Aufstiegsplatz landete. Zu den gemeldeten Mannschaftskadern siehe Mannschaftskader der Division nationale (Schach) 1998/99.

## Modus
Das Turnier war unterteilt in eine Vorrunde und eine Endrunde. Die acht teilnehmenden Mannschaften spielten zunächst ein einfaches Rundenturnier. Die ersten Vier spielten im Poule Haute um den Titel, die letzten vier im Poule Basse gegen den Abstieg. Über die Platzierung entschied zunächst die Summe der Mannschaftspunkte (1 Punkt für einen Sieg, 0,5 Punkte für ein Unentschieden, 0 Punkte für eine Niederlage), anschließend die Zahl der Brettpunkte (1 Punkt für einen Sieg, 0,5 Punkte für ein Remis, 0 Punkte für eine Niederlage). Für die Endplatzierung wurden sowohl die Punkte aus der Vorrunde als auch die Punkte aus der Endrunde berücksichtigt.

## Spieltermine
Die Wettkämpfe wurden ausgetragen am 18. und 25. Oktober, 8. und 22. November, 13. Dezember 1998, 10. und 24. Januar, 28. Februar, 14. und 28. März 1999.

## Vorrunde
Während Gambit Bonnevoie und De Sprénger Echternach sich souverän für den Poule Haute qualifizierten, waren die Plätze 3 und 4 hart umkämpft; in der Endtabelle lagen der dritte und der siebte Platz nur einen Punkt auseinander. Erst in der letzten Runde fielen die Entscheidungen zugunsten von Le Cavalier Differdange und Cercle d'échecs Dudelange.

### Abschlusstabelle
| Pl. | Verein                                      | Sp | G | U | V | MP      | Brett-P.  |
| --- | ------------------------------------------- | -- | - | - | - | ------- | --------- |
| 01. | Gambit Bonnevoie I. Mannschaft (M)          | 7  | 7 | 0 | 0 | 7:0     | 40,5:15,5 |
| 02. | De Sprénger Echternach                      | 7  | 6 | 0 | 1 | 6:1     | 36,5:29,5 |
| 03. | Le Cavalier Differdange                     | 7  | 3 | 1 | 3 | 3,5:3,5 | 29,5:26,5 |
| 04. | Cercle d'échecs Dudelange                   | 7  | 3 | 0 | 4 | 3:4     | 25,5:30,5 |
| 05. | Cercle d'échecs Philidor Dommeldange-Beggen | 7  | 3 | 0 | 4 | 3:4     | 24,5:31,5 |
| 06. | Le Cavalier Belvaux                         | 7  | 2 | 1 | 4 | 2,5:4,5 | 25,0:31,0 |
| 07. | Bissen (N)                                  | 7  | 2 | 1 | 4 | 2,5:4,5 | 23,0:33,0 |
| 08. | Gambit Bonnevoie II. Mannschaft (N)         | 7  | 0 | 1 | 6 | 0,5:6,5 | 19,5:36,5 |

### Entscheidungen
|     | Teilnehmer am Poule Haute: Gambit Bonnevoie I. Mannschaft, De Sprénger Echternach, Le Cavalier Differdange, Cercle d'échecs Dudelange |
|     | Teilnehmer am Poule Basse: Cercle d'échecs Philidor Dommeldange-Beggen, Le Cavalier Belvaux, Bissen, Gambit Bonnevoie II. Mannschaft  |
| (M) | Meister der letzten Saison |
| (N) | Aufsteiger der letzten Saison |

### Kreuztabelle
| Ergebnisse | Ergebnisse                                  | 01. | 02. | 03. | 04. | 05. | 06. | 07. | 08. |
| ---------- | ------------------------------------------- | --- | --- | --- | --- | --- | --- | --- | --- |
| 01.        | Gambit Bonnevoie I. Mannschaft              |     | 5   | 5   | 5½  | 6   | 5   | 7   | 7   |
| 02.        | De Sprénger Echternach                      | 3   |     | 6   | 5   | 6½  | 5½  | 5½  | 5   |
| 03.        | Le Cavalier Differdange                     | 3   | 2   |     | 5   | 3   | 6   | 4   | 6½  |
| 04.        | Cercle d'échecs Dudelange                   | 2½  | 3   | 3   |     | 6   | 2   | 4½  | 4½  |
| 05.        | Cercle d'échecs Philidor Dommeldange-Beggen | 2   | 1½  | 5   | 2   |     | 3½  | 6   | 4½  |
| 06.        | Le Cavalier Belvaux                         | 3   | 2½  | 2   | 6   | 4½  |     | 3   | 4   |
| 07.        | Bissen                                      | 1   | 2½  | 4   | 3½  | 2   | 5   |     | 5   |
| 08.        | Gambit Bonnevoie II. Mannschaft             | 1   | 3   | 1½  | 3½  | 3½  | 4   | 3   |     |

## Endrunde

### Poule Haute
Bonnevoie ging mit einem Punkt Vorsprung auf Echternach in die Endrunde; und nachdem Echternach Dudelange unterlag, war die Titelverteidigung Bonnevoies praktisch perfekt.

#### Abschlusstabelle
| Pl. | Verein                             | Sp | G | U | V | MP      | Brett-P.  |
| --- | ---------------------------------- | -- | - | - | - | ------- | --------- |
| 01. | Gambit Bonnevoie I. Mannschaft (M) | 10 | 9 | 1 | 0 | 9,5:0,5 | 54,5:25,5 |
| 02. | De Sprénger Echternach             | 10 | 6 | 2 | 2 | 7:3     | 48,0:32,0 |
| 03. | Le Cavalier Differdange            | 10 | 4 | 1 | 5 | 4,5:5,5 | 40,0:40,0 |
| 04. | Cercle d'échecs Dudelange          | 10 | 4 | 1 | 5 | 4,5:5,5 | 37,5:42,5 |

#### Entscheidungen
|     | Luxemburgischer Meister: Gambit Bonnevoie I. Mannschaft |
| (M) | Meister der letzten Saison                              |

#### Kreuztabelle
| Ergebnisse | Ergebnisse                     | 01. | 02. | 03. | 04. |
| ---------- | ------------------------------ | --- | --- | --- | --- |
| 01.        | Gambit Bonnevoie I. Mannschaft |     | 4   | 5   | 5   |
| 02.        | De Sprénger Echternach         | 4   |     | 3½  | 4   |
| 03.        | Le Cavalier Differdange        | 3   | 4½  |     | 3   |
| 04.        | Cercle d'échecs Dudelange      | 3   | 4   | 5   |     |

### Poule Basse
Nach der Vorrunde war Bonnevoies zweite Mannschaft abgeschlagen auf dem letzten Platz und konnte nur noch, dass die eigene dritte Mannschaft den Startplatz sichern würde (was auch geschah). Die übrigen drei Mannschaften lagen dicht zusammen, und erst in der letzten Runde fiel im direkten Vergleich zwischen Dommeldange-Beggen und Bissen die Entscheidung gegen Bissen.

#### Abschlusstabelle
| Pl. | Verein                                      | Sp | G | U | V | MP      | Brett-P.  |
| --- | ------------------------------------------- | -- | - | - | - | ------- | --------- |
| 05. | Le Cavalier Belvaux                         | 10 | 4 | 2 | 4 | 5:5     | 38,5:41,5 |
| 06. | Cercle d'échecs Philidor Dommeldange-Beggen | 10 | 4 | 1 | 5 | 4,5:5,5 | 36,0:44,0 |
| 07. | Bissen (N)                                  | 10 | 3 | 2 | 5 | 4:6     | 35,5:44,5 |
| 08. | Gambit Bonnevoie II. Mannschaft (N)         | 10 | 0 | 2 | 8 | 1:9     | 30,0:50,0 |

#### Entscheidungen
|     | Absteiger in die Promotion d'honneur: Bissen |
| (N) | Aufsteiger der letzten Saison                |

#### Kreuztabelle
| Ergebnisse | Ergebnisse                                  | 05. | 06. | 07. | 08. |
| ---------- | ------------------------------------------- | --- | --- | --- | --- |
| 05.        | Le Cavalier Belvaux                         |     | 5   | 4   | 4½  |
| 06.        | Cercle d'échecs Philidor Dommeldange-Beggen | 3   |     | 4½  | 4   |
| 07.        | Bissen                                      | 4   | 3½  |     | 5   |
| 08.        | Gambit Bonnevoie II. Mannschaft             | 3½  | 4   | 3   |     |

## Die Meistermannschaft
| 1.            | Gambit Bonnevoie |
| Schachfiguren | Michael Wiedenkeller, Fred Berend, Timothy Upton, Pierre Blaeser, Elvira Berend, Guy Monaville, Lars-Bo Rasmussen, Pierre Christen, Denis Baudot, Marc Huberty, Andreas Roll, Patrick Burkart, Georges Haas, Henri Moris, Léon Meeussen, Robert Ackermann, Nico Daubenfeld, Gunnar Gnad. |